# Фома (Саввопулос)
Митрополи́т Фома́ Савво́пулос (греч. Μητροπολίτης Θωμᾶς Σαββόπουλος; 1889, Невшехир, Османская империя — 18 октября 1966, Стамбул) — епископ Константинопольской православной церкви, митрополит Халкидонский (1946—1966).

## Биография
Родился в 1889 году в Неаполе Каппадокийском (Невшехир) в греческой семье.
Начальное образование получил у себя на родине. Теологии учился в Халкинской богословской школе под покровительством митрополита Колонейского Поликарпа (1906—1913).
В сентябре 1912 года ректором митрополитом Селевкийским Германом (Стринопулосом) в храме Святой Троицы на Халки был рукоположён в сан диакона.
В 1913 году окончил Халкинскую богословскую школу, представив трактат «Учение о Антихристе Священного Писания и Священного предания».
Три месяца служил архидиаконом у митрополита Никейского Василия (Георгиадиса), а затем в течение четырёх лет служил архидиаконом и секретарём Халкидонской митрополии, при митрополите Григории (Зервудакисе).
В сентябре 1917 года при Патриархе Германе V был принят к патриаршему двору в качестве третьего диакона и кодикографа Священного Синода Константинопольского Патриархата.
В 1918 году назначен под-секретарём (ипограматеем) Священного Синода.
После отставки Патриарха Германа (12 октября 1918) был вынужден уйти в отставку с должности в секретариате и вернуться к своим прежним обязанностям, где пробыл до 19 февраля 1922 года.
19 февраля 1922 года при Патриархе Мелетии IV был избран митрополитом Анейским, после чего в Халкидоне был рукоположён в сан пресвитера епископом Левкийским Константином (Менгрелисом).
26 февраля (11) марта 1922 года в патриаршем Георгиевском соборе состоялась его епископская хиротония с возведением в сан митрополита, её совершили: митрополит Неокесариийский Поликарп (Псомиадис), митрополит Ангирский Гервасий (Сараситис) и епископ Лефкийский Константин (Менгрелис).
6 октября 1923 года назначен викарием великой канцелярии. Был членом Священного Синода, членом и председателем патриарших и синодальных комитетов.
2 апреля 1927 года назначен митрополитом Принцевых островов.
12 марта 1946 года назначен митрополитом Халкидонским.
С 18 октября по 1 ноября 1948 года, в период со времени отставки Патриарха Максима V до избрания Патриархом Афинагора Председательствовал в Священном Синоде.
Трижды был патриаршим комиссаром при Патриархе Афинагоре: с 1 ноября 1948 по 26 января 1949, с 16 ноября по 16 декабря 1959 и с 18 июня по 9 августа 1963 года.
Тяжело заболел и был помещён в госпиталь Валукли греческой общины Константинополя. 18 октября он скончался. Отпевание состоялись 20 октября 1966 в кафедральном соборе святой Троицы в Халкидоне, его возглавил Патриарх Афинагор. Его могила находится на принадлежащем общине кладбище Св. Игнатия.